# Ibirá (kommun)
Ibirá är en kommun i Brasilien.   Den ligger i delstaten São Paulo, i den sydöstra delen av landet, 600 km söder om huvudstaden Brasília. Antalet invånare är 10 868.
Följande samhällen finns i Ibirá:
- Ibirá

Omgivningarna runt Ibirá är en mosaik av jordbruksmark och naturlig växtlighet. Runt Ibirá är det glesbefolkat, med 14 invånare per kvadratkilometer.